# Obléhání Kútu
Obléhání Kútu označované také jako první bitva u Kútu proběhlo v rámci bojů první světové války od 7. prosince 1915 do 29. dubna 1916. Britové pod velením generála Townshenda se do Kútu stáhli na podzim 1915 po neúspěchu při pokusu o dobytí Bagdádu. Obléhající osmanská 6. armáda po téměř pěti měsících obležení přinutila vyhladovělou britskou posádku ke kapitulaci. V osmanském zajetí se poté octlo na 13 000 zajatých britských a indických vojáků, kteří museli absolvovat vyčerpávající pochod do zajateckých táborů, během kterého jich přibližně 4 800 zemřelo.